# 河东镇 (包头市)
河东镇，是中华人民共和国内蒙古自治区包头市东河区下辖的一个乡镇级行政单位。

## 行政区划
河东镇下辖以下地区：
银匠窑村、王家圪旦村、西井湾村、井坪三村、先明窑村、留宝窑村、陈户窑村、壕赖沟村、臭水井村、河北村、上古城湾村、下古城湾村、毛其来村、磴口村、工农村、井坪四村、井坪五村、东二里半村、北二里半村、南二里半村、东河村、西北门村、留柱窑村、王大汉村、郑二窑村和毛凤章营村。